# Сервільяно
Сервільяно (італ. Servigliano) — муніципалітет в Італії, у регіоні Марке,  провінція Фермо.
Сервільяно розташоване на відстані близько 160 км на північний схід від Рима, 60 км на південь від Анкони, 21 км на південний захід від Фермо.
Населення — 2350 осіб (2014).
Щорічний фестиваль відбувається 25 квітня. Покровитель — Святий євангеліст Марко.

## Демографія
Населення за роками:

Станом на 1 січня 2023 року в муніципалітеті офіційно проживало 209 іноземців з 40 країн, серед них 59 громадян країн Євросоюзу та 5 громадян України.

## Сусідні муніципалітети
- Бельмонте-Пічено
- Фалероне
- Монте-Сан-Мартіно
- Монтелеоне-ді-Фермо
- Пенна-Сан-Джованні
- Санта-Вітторія-ін-Матенано